# Албер Мусе
Албер Мусе (фр. Albert Mousset; Париз, 18. септембар 1883 — Париз, 18. март 1975) je био француски преводилац, новинар и есејиста.

## Биографија
Албер Мусе је године 1919. основао прву српску националну новинску агенцију уз одобрење српске владе. Новинска агенција Авала је на месту директора имала Мусеа до 1927. године када је откривено да је он агент француске обавештајне службе, те је смењен са те позиције. За време свог боравка у Београду је написао многе есеје на тему Балкана, а посебно Краљевине Југославије.
Превео је роман Идиот Фјодора Достојевског на француски језик.